# Carrer del Correo

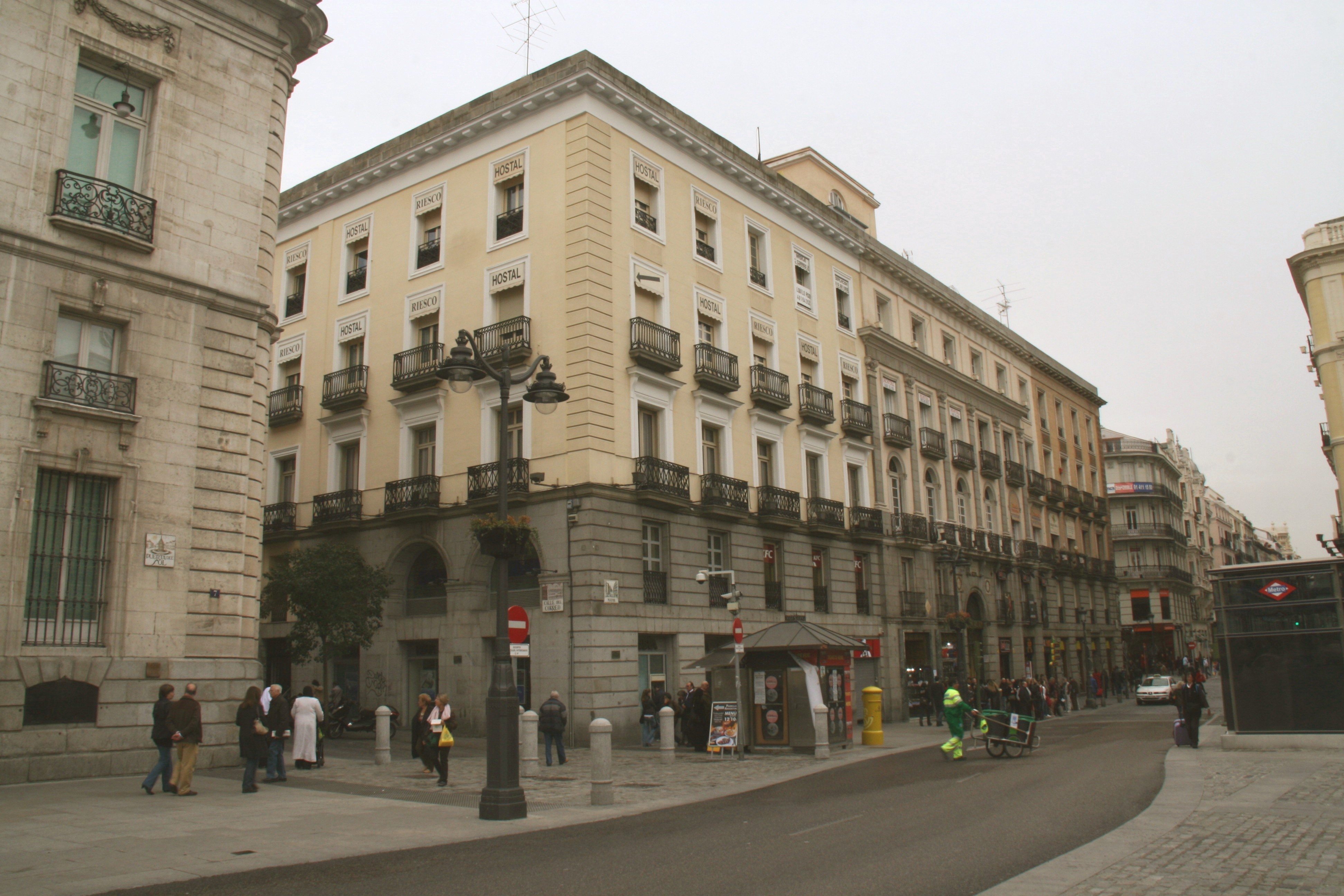
Entrada del carrer del Correo des de la Puerta del Sol (a la dreta se troba la Casa Cordero.

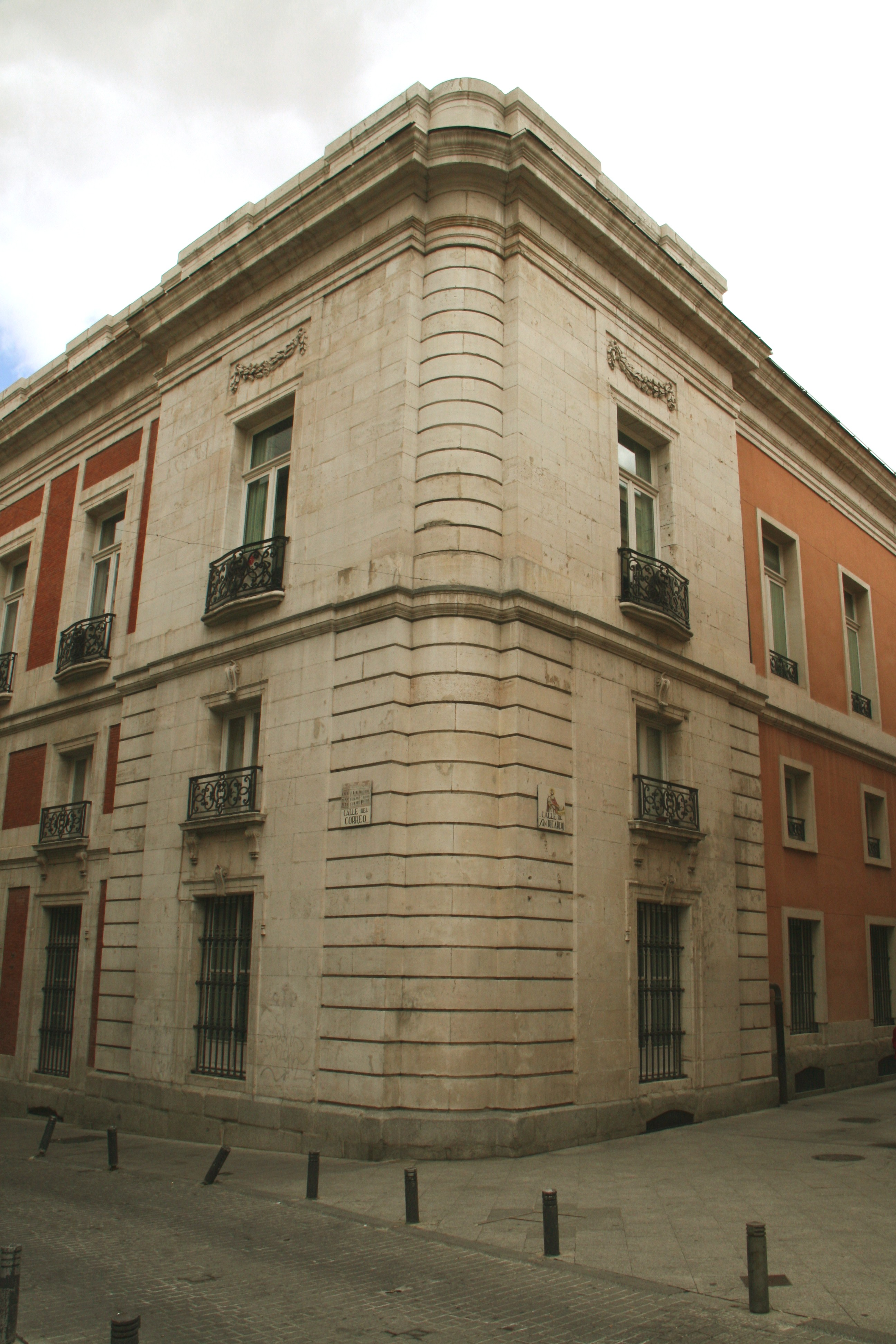
Vista del carrer a l'altura de la Plaça de Pontejos.

La carrer del Correo és un carrer de Madrid, un del deu que neixen a la Puerta del Sol. És un carrer de molt curt recorregut, ja que solament arriba fins a la Plaça de Pontejos. El seu nom procedeix de l'entrada principal per als carruatges que portaven la correspondència.
Es troba entre l'edifici de la Reial Casa de Correos i Casa Cordero, dos dels edificis més antics de la Puerta del Sol. Aquest carrer dona sortida a la segona porta de l'edifici de Correus (la principal dona a la Puerta del Sol). El carrer desemboca en una petita plaça: Plaça del Marqués Viudo de Pontejos (anomenada així en honor de Joaquín Vizcaíno, marquès vidu de Pontejos, qui fundà la Caixa d'Estalvis de Madrid i fou alcalde de la Vila, encara que només un any). En l'actualitat el carrer del Correo és, dels deu carrers que neixen en la Puerta del Sol, la de menor trànsit i amplària.

## Història
El nom és adquirit per ser el carrer per la qual obstaculitzen i sortien les postes de correus. El carrer era important en el Madrid del segle xvii a causa de ser una de les principals fonts d'informació, generalment procedent de forasters i nouvinguts a la ciutat. Aquesta situació feia que el carrer fos molt transitada per curiosos. La Casa de Correos posseeix una porta en aquest carrer i en la polleguera d'ella va trobar la mort José Canterac el 18 de gener de 1835, en intentar reduir als amotinats del batallón Ligero que es trobaven dins.
El 13 de setembre de 1974, ETA va perpetrar un atemptat en la Cafeteria Rolando, situada en el número 4 del carrer, enfront de l'edifici de Governació. Una bomba va fer explotar a les 14:35 hores i va causar dotze morts i setanta-un ferits.